# Edson Braafheid
Edson Rene Braafheid (Paramaribo, 8 de Abril de 1983) é um futebolista profissional neerlandês, nascido no Suriname. Atualmente joga no Palm Beach Stars.